# Antonio Fluvian de Riviere
Antonio Fluvian de Riviere (Antonio de Fluvia) (zm. 29 października 1437) – 35. wielki mistrz zakonu joannitów w latach 1421-1437. 
Do zakonu wstąpił w 1412 po wyjeździe z Hiszpanii. W 1428 nakazał budowę archiwum zakonu. W testamencie zostawił znaczną sumę na budowę szpitala dla zakonu, który wybudowano w latach 1440 -1489 mieści się w nim obecnie Muzeum Archeologiczne miasta Rodos.